# العلاقات البرتغالية الكازاخستانية
العلاقات البرتغالية الكازاخستانية هي العلاقات الثنائية التي تجمع بين البرتغال وكازاخستان.

## مقارنة بين البلدين
هذه مقارنة عامة ومرجعية للدولتين:
| وجه المقارنة                                              | البرتغال                                                  | كازاخستان                      |
| --------------------------------------------------------- | --------------------------------------------------------- | ------------------------------ |
| المساحة (كم2)                                             | 92.21 ألف                                                 | 2.72 مليون                     |
| عدد السكان (نسمة)                                         | 10.60 مليون                                               | 17.95 مليون                    |
| الكثافة السكانية (ن./كم²)                                 | 114.95                                                    | 6.6                            |
| العاصمة                                                   | لشبونة                                                    | نور سلطان                      |
| اللغة الرسمية                                             | اللغة البرتغالية، اللغة الميراندية                        | اللغة القازاقية، اللغة الروسية |
| العملة                                                    | يورو، اسكودو برتغالي                                      | تينغ كازاخستاني                |
| الناتج المحلي الإجمالي (بليون دولار)                      | 217.57 مليار                                              | 159.41 مليار                   |
| الناتج المحلي الإجمالي (تعادل القوة الشرائية) بليون دولار | 307.82 مليار                                              | 439.39 مليار                   |
| الناتج المحلي الإجمالي الاسمي للفرد دولار أمريكي          | 19.22 ألف                                                 | 10.51 ألف                      |
| الناتج المحلي الإجمالي للفرد دولار أمريكي                 | 28.76 ألف                                                 | 24.23 ألف                      |
| مؤشر التنمية البشرية                                      | 0.830                                                     | 0.788                          |
| رمز المكالمات الدولي                                      | +351                                                      | +7                             |
| رمز الإنترنت                                              | .pt                                                       | .kz، .қаз ‏                     |
| المنطقة الزمنية                                           | توقيت غرب أوروبا، توقيت غرب أوروبا الصيفي، أوروبا/لشبونة ‏ | ت ع م+05:00، ت ع م+06:00       |

## منظمات دولية مشتركة
يشترك البلدان في عضوية مجموعة من المنظمات الدولية، منها:
| علم المنظمة | اسم المنظمة                               | تاريخ انضمام البرتغال | تاريخ انضمام كازاخستان |
| ----------- | ----------------------------------------- | --------------------- | ---------------------- |
|             | الاتحاد البريدي العالمي                   | ?                     | ?                      |
|             | بنك التنمية الآسيوي                       | 2002                  | 1994                   |
|             | يونسكو                                    | 11 مارس 1965          | 22 مايو 1992           |
|             | البنك الدولي للإنشاء والتعمير             | 29 مارس 1961          | 23 يوليو 1992          |
|             | وكالة ضمان الاستثمار متعدد الأطراف        | 6 يونيو 1988          | 12 أغسطس 1993          |
|             | الاتحاد الدولي للاتصالات                  | 1866                  | 23 فبراير 1993         |
|             | منظمة الشرطة الجنائية الدولية             | ?                     | ?                      |
|             | مؤسسة التمويل الدولية                     | 8 يوليو 1966          | 30 سبتمبر 1993         |
|             | مجموعة الموردين النوويين                  | ?                     | ?                      |
|             | الأمم المتحدة                             | 14 ديسمبر 1955        | 2 مارس 1992            |
|             | منظمة الأمن والتعاون في أوروبا            | 25 يونيو 1973         | 30 يناير 1992          |
|             | مؤسسة التنمية الدولية                     | 29 ديسمبر 1992        | 23 يوليو 1992          |
|             | الفريق المعني برصد الأرض                  | ?                     | ?                      |
|             | منظمة حظر الأسلحة الكيميائية              | ?                     | ?                      |
|             | المركز الدولي لتسوية المنازعات الاستشارية | 1 أغسطس 1984          | 21 أكتوبر 2000         |

## وصلات خارجية
- موقع وزارة الخارجية البرتغالية
- موقع وزارة الخارجية الكازاخستانية